# Marconne
Marconne è una frazione del comune di Hesdin-la-Forêt, nel dipartimento del Passo di Calais nella regione dell'Alta Francia. In precedenza comune autonomo, il 1º gennaio 2025 è confluito insieme agli ex comuni di Hesdin, Huby-Saint-Leu e Sainte-Austreberthe nel nuovo comune di Hesdin-la-Forêt.
Il suo territorio comunale è attraversato dal fiume Ternoise.

## Società

### Evoluzione demografica
Abitanti censiti